# Hayes Alvis
Hayes Alvis (* 1. Mai 1907 in Chicago; † 29. Dezember 1972 in New York City) war ein US-amerikanischer Jazz-Bassist und Tubist des Swing.

## Leben und Wirken
Hayes Alvis begann seine Profikarriere als Schlagzeuger, wechselte dann aber zum Bass und zur Tuba, als er 1927/28 bei Jelly Roll Morton arbeitete. Seine Karriere begann im Schlagzeug-Corps der Chicagoer Defender Boys Concert Band an der Seite von Lionel Hampton und Sid Catlett. Er spielte auch 1928/30 Tuba bei Earl Hines und arrangierte auch für dessen Band („Blue Nights“). 1931 zog er nach New York und arbeitete bei Jimmie Noone in der Mills Blue Rhythm Band von 1931 bis 1934, wo er auch als Road Manager fungiurte. Ein sehr frühes Kontrabass-Solo von Alvis ist auf einer Aufnahme von 1932 zu hören („Rhythm Spasm“). Alvis spielte in dieser Formation gelegentlich auch Baritonsaxophon und war deren Tourmanager. Von 1935 bis 1938 war Alvis Mitglied des Duke Ellington Orchestra, wo er mit dem befreundeten Bassisten und Tubisten Billy Taylor zusammenarbeitete.
Nach seiner Zeit bei Ellington hatte er kurz eine eigene Band mit Freddy Jenkins, mit der er 1938 in der Revue Blackbird auftrat; dann arbeitete Alvis in Benny Carters Band, 1939 bei Joe Sullivan und Leonard Feathers All-Star Jam Band sowie 1940/41 bei Louis Armstrong (in dessen Ensemble er Pops Foster ersetzte). Von 1942 bis 1945 spielte er in einer U.S. Army-Band, die von Sy Oliver geleitet wurde. Nach dem Zweiten Weltkrieg arbeitete er bis 1947 bei Dave Martin, danach  war er lange Jahre Hausmusiker im New Yorker Jazzclub Café Society. Nach beruflichen Zeiten außerhalb der Musikszene, als er ein Innendekorations-Geschäft betrieb und zur Handelsmarine ging, kehrte er in den 1950er Jahren zur Jazzszene zurück und spielte in verschiedenen Swing- und Dixieland-Revivalbands, wie bei Wilbur De Paris. In den frühen 1970er Jahren spielte er mit Jay McShann und Tiny Grimes im Trio.
Im Laufe seiner Karriere wirkte Hayes auch an Schallplatten-Aufnahmen von Omer Simeon, Jabbo Smith 1929, Ivie Anderson, Duke Ellington, Johnny Hodges, Rex Stewart, Cootie Williams 1937, Joe Marsala, Leonard Feather´s All Stars, Pete Brown 1939, Lionel Hampton 1940, Louis Armstrong 1941 mit.